# Charles MacArthur
Pour les articles homonymes, voir MacArthur.
Charles MacArthur, né le 5 novembre 1895 à Scranton (Pennsylvanie), mort le 21 avril 1956 à New York, est un scénariste, réalisateur, producteur et dramaturge américain.

## Biographie
Charles MacArthur épouse l'actrice Helen Hayes. Leur fils adoptif, James MacArthur, devient également acteur, il est surtout connu pour son rôle de Danny Williams dans la série télévisée américaine Hawaï police d'État.
Charles MacArthur est l'auteur, avec Ben Hecht, de la pièce de théâtre The Front Page adaptée à l'écran notamment par Howard Hawks (La Dame du vendredi) en 1940 et Billy Wilder (Spéciale Première) en 1974.

## Filmographie partielle

### comme scénariste
- 1930 : Il faut payer (Paid), de Sam Wood
- 1931 : La Faute de Madelon Claudet (The Sin of Madelon Claudet)
- 1931 : Le Jardin impie (The Unholy Garden)
- 1932 : Raspoutine et l'Impératrice (Rasputin And The Empress)
- 1933 : La Sœur blanche (The White Sister) (non crédité)
- 1934 : Crime Without Passion
- 1935 : Le Goujat (The Scoundrel)
- 1935 : Once in a Blue Moon
- 1935 : Ville sans loi (Barbary Coast)
- 1936 : Soak the Rich (en)
- 1938 : Les Anges aux figures sales (Angels with Dirty Faces) (non crédité)
- 1939 : Les Hauts de Hurlevent (Wuthering Heights)
- 1930 : Mademoiselle, écoutez-moi donc ! (The Girl Said No)
- 1947 : The Senator Was Indiscreet (en)

### comme réalisateur
- 1934 : Crime Without Passion
- 1935 : Le Goujat (The Scoundrel)
- 1935 : Once in a Blue Moon
- 1936 : Soak the Rich (en)

### comme producteur
- 1934 : Crime Without Passion
- 1935 : Le Goujat (The Scoundrel)
- 1935 : Once in a Blue Moon
- 1936 : Soak the Rich (en)

## Théâtre
- Lulu Belle (1926), (co-auteur Edward Sheldon).
- The Front Page (1928), (co-auteur Ben Hecht).
- 20th Century (1932), (co-auteur Ben Hecht).
- Jumbo (1935), (co-auteur Ben Hecht). Adaptation cinématographique en 1962.
- Johnny on a Spot.
- Spring Tonic, (co-auteur Ben Hecht).
- Ladies and Gentlemen (1939), (co-auteur Ben Hecht).
- Swan Song (1946), (co-auteur Ben Hecht).

### Adaptations cinématographiques de ses œuvres
- 1930 : Way for a Sailor de Sam Wood
- 1931 : The Front Page adapté de The Front Page
- 1934 : Train de luxe adapté de 20th century
- 1935 : Le Goujat (The Scoundrel) (histoire)
- 1935 : Spring Tonic adapté de Spring Tonic
- 1939 : Gunga Din (histoire)
- 1940 : La Dame du vendredi adapté de The Front Page
- 1940 : Cette femme est mienne (I Take This Woman) (histoire)
- 1948 : Lulu Belle adapté de Lulu Belle
- 1950 : Perfect Strangers adapté de Ladies and Gentlemen
- 1962 : La Plus Belle Fille du monde adapté de Jumbo
- 1974 : Spéciale Première adapté de The Front Page
- 1988 : Scoop adapté de The Front Page